# テオ・ル・ブリ
テオ・ル・ブリ（Théo Le Bris、2002年10月1日 - ）は、フランス・レンヌ出身のサッカー選手。ポジションはMF。

## クラブ経歴
レンヌに生まれ、地元のアマチュアクラブを転々とし、2017年にFCロリアンの下部組織に加入した。2021年の夏からトップチームに招集され初め、同年9月10日、リーグ・アンのLOSCリール戦にてファビアン・ルモワーヌとの途中交代でトップチームデビューを果たした。
2022-23シーズン、叔父のレジス・ル・ブリが監督に就任すると、トップチームでの出場機会が増加し、10月2日のLOSCリール戦ではプロ初ゴールを挙げて2-1での勝利に貢献した。

## 代表経歴
2022年からU-20フランス代表に招集されている。

## 人物
ル・ブリはサッカー一家であり、父のブノワ・ル・ブリと叔父のレジス・ル・ブリも同じくサッカー選手だった。後者のレジスとはFCロリアンで師弟関係にある。